# Prospalta ochreata
Prospalta ochreata là một loài bướm đêm trong họ Noctuidae.